# Sawndip

Trzy ideofoniczne znaki sawndip: elementy 力,六 oraz 必 wskazują na wymowę (komponent fonetyczny), natomiast elementy 子,鳥 i 鳥 podają znaczenie (komponent ideograficzny). Wymowa Lwg roegbit, dosłownie „dziecko” „ptak” „kaczka”, łącznie „dzikie kaczątko”

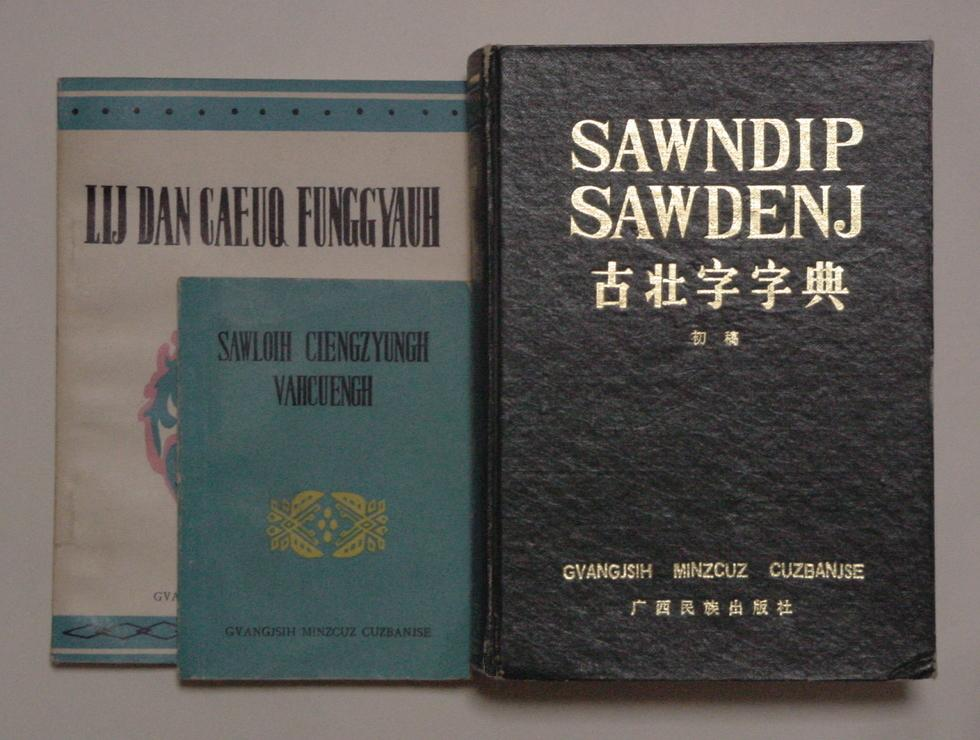
Słownik znaków Sawndip Sawdenj w wersji książkowej

Sawndip – logograficzny system pisma używany w przeszłości do zapisywania języka zhuang w południowych Chinach (region autonomiczny Guangxi). Nazwa w języku zhuang znaczy „surowe znaki”. W języku chińskim określane są jako Gǔ Zhuàngzì 古壮字 (stare znaki zhuang) lub Fāngkuài Zhuàngzì 方块壮字 (kwadratowe pismo zhuang). Najstarszy zachowany tekst to stela z epoki Tang (VII w.). Niektóre znaki pokrywają się z chińskimi, inne zaś zostały stworzone na wzór chińskich. W roku 1957 opracowano nowy system pisma dla języka zhuang, oparty na alfabecie łacińskim, używany od tej pory jako pismo oficjalne. Pomimo to, w roku 1989 wydano słownik znaków zhuang Sawndip Sawdenj (chiń.  古壮字字典 Gǔ Zhuàngzì Zìdiǎn), zawierający znaki używane w manuskryptach.
Niektóre znaki sawndip, zwłaszcza toponimy regionu Guangxi, zostały zaadaptowane również do języka chińskiego, i z tego względu są ujęte w słownikach chińskich i włączone jako ideogramy chińskie na listę Unicode, np.  岜 bya, „góra” czy 崬 ndoeng, „las”.